# Tove Alexandersson

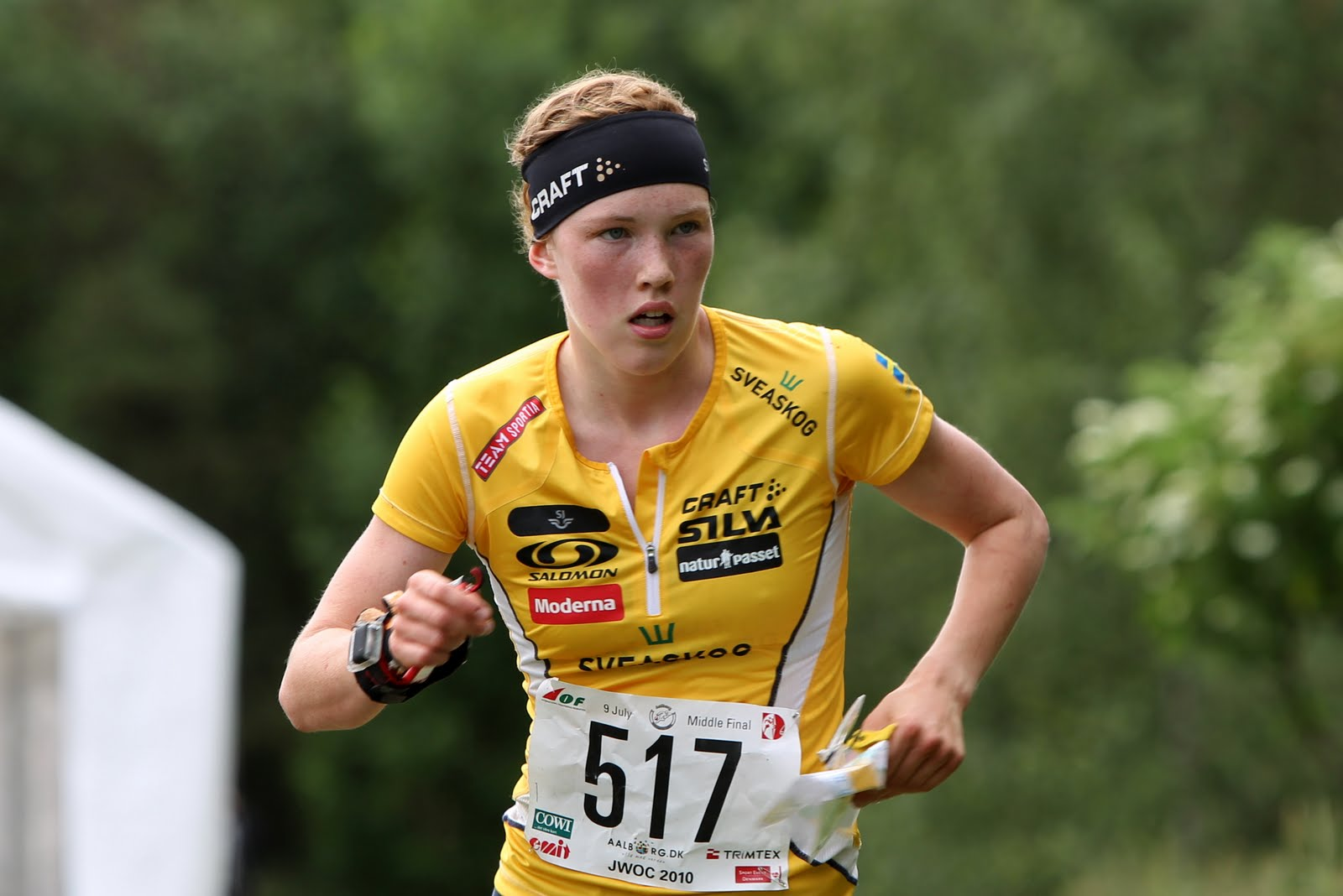
Alexandersson bei der Junioren-WM 2010

Tove Malin Frida Alexandersson (* 7. September 1992 in Stora Tuna) ist eine schwedische Orientierungsläuferin, Ski-Orientierungsläuferin, Skibergsteigerin und Bergläuferin.

## Laufbahn

### Orientierungslauf
Alexandersson wurde 2009 und 2010 Junioren-Weltmeisterin auf der Mitteldistanz. 2010 wurde sie zur schwedischen Nachwuchs-Orientierungsläuferin des Jahres ausgezeichnet. Bei der Junioren-Weltmeisterschaft 2011 wurde sie Vierte im Sprint, Zweite auf der Langdistanz und Dritte auf der Mitteldistanz. Mit der schwedischen Staffel gewann sie zusammen mit Helena Karlsson und Linnea Martinsson die Goldmedaille. 2011 wurde sie auch zur Weltmeisterschaft der Aktiven im französischen Savoie berufen. Sie startete in der Staffel und gewann zusammen mit Helena Jansson und Annika Billstam die Bronzemedaille hinter den Teams aus Finnland und Tschechien. Zum Ende der Saison 2011 gewann sie mit dem Postfinancesprint in Zürich auch ihr erstes Weltcuprennen, zudem siegte sie 2011 beim Etappenrennen O-Ringen. Bei schwedischen Juniorenmeisterschaften gewann sie bis 2011 sechs Titel. 
Bei den Europameisterschaften 2012 im schwedischen Falun wurde Alexandersson Fünfte und Vierte auf der Mittel- bzw. der Langdistanz, mit der Staffel wurde sie Dritte. Bei den Weltmeisterschaften des gleichen Jahres in Lausanne gewann sie hinter der Finnin Minna Kauppi Silber auf der Mitteldistanz. Mit der Staffel folgte eine zweite Silbermedaille. Von den Weltmeisterschaften 2013 im finnischen Vuokatti kehrte sie ebenfalls mit zwei Silbermedaillen zurück. Sowohl auf der Lang- als auch drei Tage später auf der Mitteldistanz wurde sie jeweils Zweite hinter der Schweizerin Simone Niggli.
2014 schraubte sie ihre WM-Bilanz auf nunmehr sechs Silber- und drei Bronzemedaillen: Bei den Titelkämpfen in Norditalien wurde sie im Sprint Zweite hinter Judith Wyder aus der Schweiz, auf der Mitteldistanz gewann Alexandersson Bronze hinter Annika Billstam und der Dänin Ida Bobach, auf der langen Distanz blieb sie hinter der Russin Swetlana Mironowa zurück. In der Staffel mit Billstam und Helena Jansson wurde sie Dritte. 2014 gewann Tove Alexandersson außerdem zum dritten Mal nach 2011 und 2013 das O-Ringen und mit insgesamt vier Einzelsiegen entschied sie die Gesamtwertung der Weltcupsaison 2014 für sich.
Bei den Weltmeisterschaften 2025 im finnischen Kuopio gewann sie am 12. Juli im Rahmen der Staffel ihre 23. WM-Goldmedaille. Sie egalisierte damit den bisher von der Schweizerin Simone Niggli gehaltenen Rekord.

### Ski-Orientierungslauf
Bei der Ski-Orientierungslauf-Europameisterschaft der Junioren 2008 belegte sie zweimal den ersten Platz. Bei der Junioren-Ski-Orientierungslauf-Weltmeisterschaft 2011 gewann sie Gold und Silber im Einzel und Bronze mit der Staffel, 2012 gewann sie in allen vier Wettbewerben Gold. Bei den Aktiven wurde sie 2011 im Sprint ebenfalls Weltmeisterin. Diesen Sprinttitel verteidigte sie 2013 in Kasachstan vor der Finnin Mervi Pesu. Über die lange Strecke wurde sie hinter Pesu und der Russin Tatjana Koslowa Dritte, in der Staffel mit Magdalena Olsson und Josefine Engström Dritte. Eine weitere Goldmedaille gewann sie im Mixedsprint mit Peter Arnesson.

### Sonstiges
Alexandersson, die für den Verein Stora Tuna OK startet, wurde im Orientierungslauf schwedische Meisterin in den Jahren 2010 (Staffel), 2012 (Staffel), 2013 (Mittel, Lang, Ultralang und Staffel) und 2014 (Sprint). Ab dem 15. September 2013 wurde sie erstmals als Nummer eins der Weltrangliste geführt und nahm somit der besten Orientierungsläuferin Simone Niggli die Führung ab. Die Weltrangliste wurde jedoch zum Jahreswechsel 2013/14 eingestellt und durch eine reformierte Liste ersetzt.
Tove Alexandersson lebt seit 2022 in Imst in Tirol in Österreich.

## Platzierungen

### Orientierungslauf
| Weltmeisterschaften  | Sprint | Mittel | Lang | Staffel | Mixed |
| -------------------- | ------ | ------ | ---- | ------- | ----- |
| 2011 Savoie          |        |        |      | 3.      |       |
| 2012 Lausanne        |        | 2.     |      | 2.      |       |
| 2013 Vuokatti        |        | 2.     | 2.   | 4.      |       |
| 2014 Veneto/Trentino | 2.     | 3.     | 2.   | 3.      |       |
| 2016 Strömstad       |        | 1.     | 1.   |         |       |
| 2017 Tartu           |        | 1.     | 1.   | 1.      |       |
| 2018 Riga            | 2.     |        | 1.   | 2.      |       |
| 2019 Østfold         |        | 1.     | 1.   | 1.      |       |
| 2021 Doksy           | 1.     | 1.     | 1.   | 1.      |       |
| 2023 Flims Laax      |        | 1.     | 2.   | 1.      |       |
| 2025 Kuopio          |        | 1.     | 2.   | 1.      |       |

| Europameisterschaften | Sprint | Mittel | Lang | Staffel |
| --------------------- | ------ | ------ | ---- | ------- |
| 2012 Falun            |        | 5.     | 4.   | 3.      |
| 2014 Palmela          |        | 3.     | 16.  |         |

| Gesamt-Weltcup | Gesamt-Weltcup |
| -------------- | -------------- |
| 2010           | 44.            |
| 2011           | 7.             |
| 2012           | 5.             |
| 2013           | 2.             |
| 2014           | 1.             |

| Junioren-WM      | Sprint | Mittel | Lang | Staffel |
| ---------------- | ------ | ------ | ---- | ------- |
| 2009 San Martino | dsq.   | 1.     | 52.  | 4.      |
| 2010 Aalborg     | 6.     | 1.     | 9.   | 5.      |
| 2011 Wejherowo   | 4.     | 2.     | 3.   | 1.      |
| 2012 Kosice      | 1.     | 1.     | 22.  | 2.      |

### Ski-Orientierungslauf
| Weltmeisterschaften | Sprint | Mittel | Lang | Staffel | Mixed |
| ------------------- | ------ | ------ | ---- | ------- | ----- |
| 2011 Tänndalen      | 1.     | 8.     |      |         |       |
| 2013 Ridder         | 1.     | 6.     | 3.   | 2.      | 1.    |

| Europameisterschaften | Sprint | Mittel | Lang | Staffel | Mixed |
| --------------------- | ------ | ------ | ---- | ------- | ----- |
| 2012 Sumy             |        |        |      |         | 2.    |
| 2013 Madona           | 3.     | 9.     | 3.   | 2.      |       |
| 2014 Tjumen           | 2.     | 1.     | 14.  | 4.      | 3.    |

| Gesamt-Weltcup | Gesamt-Weltcup |
| -------------- | -------------- |
| 2011/12        | 2.             |
| 2013/14        | 2.             |

| Junioren-WM         | Sprint | Mittel | Lang | Staffel |
| ------------------- | ------ | ------ | ---- | ------- |
| 2009 Dalarna        | 12.    | 2.     | 2.   | 1.      |
| 2010 Miercurea Ciuc | 15.    | 10.    | 5.   | 1.      |
| 2011 Lillehammer    | 1.     | 1.     | 2.   | 3.      |
| 2012 Sumy           | 1.     | 1.     | 1.   | 1.      |